# Lasioglossum hartmanni
Lasioglossum hartmanni är en biart som beskrevs av Danforth och Wcislo 1999. Lasioglossum hartmanni ingår i släktet smalbin, och familjen vägbin. Inga underarter finns listade i Catalogue of Life.